# ジャック・カルティエ
ジャック・カルティエ（Jacques Cartier、1491年12月31日 - 1557年9月1日）は、フランス・ブルターニュ地方サン・マロ出身のブルトン人探検家・北米への侵略者。セントローレンス湾とセントローレンス川岸にヨーロッパ出身者として初めて到達し、イロコイ族の言葉からその周辺の土地を「カナダ」と名付け記述したことで知られる。
北米大陸へ3度の探検を行い、プリンス・エドワード島やセントローレンス河口に到達、現在のケベックに上陸し、後のフランスによるカナダ領有の基礎を築いた。

## 前半生
カルティエは1491年にブルターニュ公国の北西にある港町サン・マロで生まれた。腕のいい航海者だったカルティエは1520年に、この地の指導層の一族であるMary Catherine des Granchesと結婚することで社会的地位を向上させた。サン・マロでの彼の令名は、名親や証人として洗礼の記録の中に頻繁に登場することからもうかがい知ることができる。カルティエは各地に航海を繰り返し、その中にはブラジルや、1497年にジョン・カボットによって発見されたのち世界有数の好漁場としてフランスの漁民が群がるようになったニューファンドランドも含まれていた。

## 3度の北米探検行

### 第一次航海（1534年）

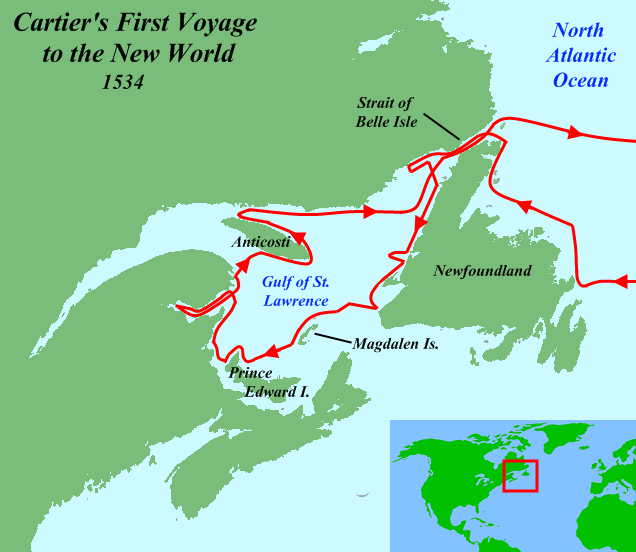
第一次航海の航路

1532年にブルターニュ公国がフランスとの連合を行ってから2年後の1534年、カルティエはサン・マロ司教にしてモン・サン・ミシェル修道院長であるJean Le Veneurによって、フランス国王フランソワ1世に紹介された。フランソワ1世は北アメリカ大陸の北側を抜けてアジアへと抜ける、いわゆる北西航路の探索に力を入れており、すでに1524年にはジョバンニ・ダ・ヴェラッツァーノを北アメリカ大陸に派遣し、現在のサウスカロライナ州からニューファンドランドまでの海岸を探索させていた。しかしこの探検においては目立った発見がなかったため、フランソワ1世はその北側の地域の探索をカルティエに命じた。
最初の探検行は、フランス国王フランソワ1世の命により、1534年4月に2隻の船でサンマロを出航。まずニューファンドランド島の北東部を航海し、ラブラドール半島とニューファンドランドの間にあるベルアイル海峡を抜けてニューファンドランドの北西部を探索。そこからさらに南西へと航海を続け、マドレーヌ諸島を経由してセントローレンス湾を横断し、プリンス・エドワード島を発見。ここから北へと転じ、7月にはガスペ半島の東端（現在のガスペ市）に到達し、ここに十字架を建てて「ヌーベル・フランス」と名付け、この地のフランス領有を宣言した。その後セントローレンス湾の付近を探検し、この地方のイロコイ族の首長ドンナコナ（Donnacona）の2人の息子ドマガヤ (Domagaya) とタイニョアニ (Taignoagny) を捕らえ、フランスに連行した。その後、セントローレンス湾の狭隘部を縦断してアンティコスティ島を発見し、ラブラドール半島の南岸に沿ってベルアイル海峡を抜け、1534年9月にフランスへと帰国した。

### 第二次航海（1535年 - 1536年）

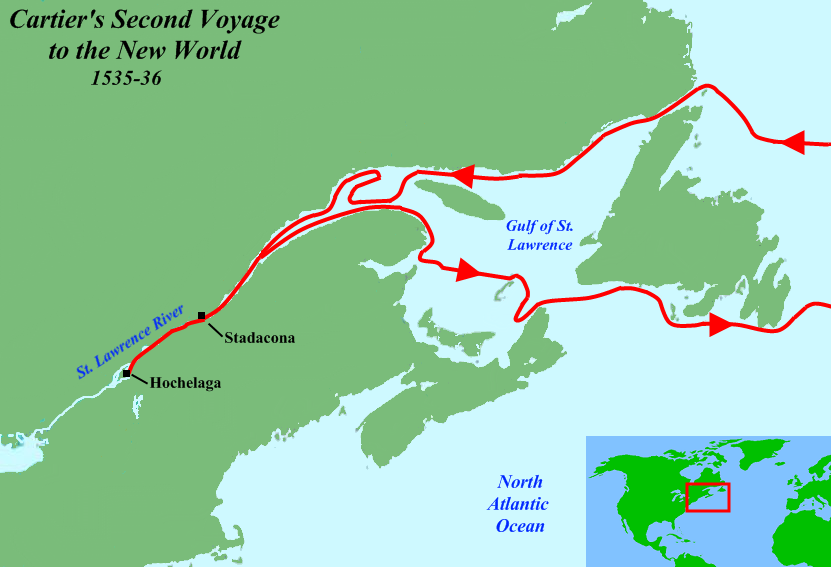
第二次航海の航路

第二回の探検行は1535年5月13日、3隻の船と110人の乗組員で行われ、ドンナコナの2人の息子も同行した。今回の探検においては、前年探検し残したセントローレンス湾の西端部へ直行し、9月7日にはセントローレンス湾の最奥部にあるイロコイ族の村落スタダコナ(Stadacona、現在のケベック)に到達し、ドンナコナと会した。なお、カルティエはスタダコナとその周辺の土地や川を「カナダ」と呼んでいる。カルティエとイロコイ族の関係は良好であり、カルティエはドンナコナの家でタバコを振舞われた。また更に北にあるという黄金の地サグネ王国（Royaume du Saguenay）について知った。
スタダコナには大きな河川（セントローレンス川）が流れ込んでおり、カルティエはこの河川こそが北西航路であると信じて、さかのぼってさらに上流へと向かうことに決めた。セントローレンス川をさかのぼった一行はイロコイ族の要塞村落オシュラガ(Hochelaga、現在のモントリオール)へ到達、そこにある山をモン・ロワイヤル（le mont Royal、フランス語で「王の山」の意）と名付けた。現在のモントリオール（フランス語でモンレアル）は、この山の名前に由来する。しかしオシュラガの上流には急流があり、それ以上川をさかのぼるのは不可能であった。カルティエはこの急流を中国（フランス語では、la Chine、ラ・シーヌ）への道を阻むものだと考え、ここをラシーヌ瀬（ラピッド・ドゥ・ラシーヌ、Rapides de Lachine）と名付けた。10月11日にはスタダコナへと戻ったが、フランスに戻るにはすでに寒くなりすぎていたため、カルティエはスタダコナで越冬し、翌年5月まで過ごした。この越冬時には船団は氷に閉じ込められ、壊血病の流行で少なくない死者が出ている。
カルティエは、次回の航海で連れ帰る約束で、首長ドンナコナの息子2人を含む10人の先住民を同行し5月にフランスへ向け出帆した。帰路はガスペ半島からマドレーヌ諸島、ケープ・ブレトン島北側を通過し、ニューファンドランド島南岸を航海するルートを取った。このとき、サンピエール島・ミクロン島に上陸している。その後は北アメリカ大陸を離れ、1536年7月、カルティエはサンマロに帰帆した。

### 第三次航海（1541年 - 1542年）
サグネ王国にあるという黄金郷の話はフランソワ1世を刺激し、今回は北西航路の探索ではなく、黄金郷の探索と植民地の建設を目指して三回目の探検が行われることとなった。第三回の探検行は1541年5月23日にサンマロを出帆し、1,500人の開拓移民に先行する形で行われた。スタダコナに到着したカルティエは、ドンナコナが3年前、1539年に死去していたことを知った。
カルティエはサグネを探そうと試みたが、オシュラガより北に至ることはなく、また後続の移民団を待ったが現れず、カナダで厳しい冬を越した後、翌年フランスに戻った。
この三度の航海の後、カルティエがカナダを訪れることはなく、彼はサンマロとその近郊の自らの地所で残りの人生の多くを過ごした。カルティエはおそらくチフスであろう伝染病によって1557年9月1日、65歳でサンマロで死去した。

## 影響
カルティエの探検後、彼の探検した地域にフランス人が入植することはしばらくの間なかったものの、彼の探検によってこの地域に毛皮が多く産出されることが知られるようになり、フランス人の商人がこの地域へと訪れるようになった。1580年ごろにはフランスの交易会社がこの地域を訪れるようになり、セントローレンス川をさかのぼって現在のモントリオールまでの間にいくつか交易所を設置するようになった。こうした動きを基盤として、1608年にフランス国王アンリ4世はド・モン卿ピエール・ドゥグアとサミュエル・ド・シャンプランを支援して、セントローレンス川の河口にこの地域初の恒久植民地であるケベックシティを建設させた。この植民地は紆余曲折はあったもののセントローレンス川から内陸へと進出し、五大湖からミシシッピ川を通ってメキシコ湾にまで至る広大なヌーベルフランス植民地へと成長した。以後1763年のパリ条約によってヌーベルフランスがスペインとイギリスに割譲されるまでの150年以上の間、フランスは北アメリカ大陸の北部から中央部にかけて広大な植民地を保持することとなった。この植民地のほとんどはイギリス系の人々によって飲み込まれていったものの、カルティエが探検し初の植民拠点が置かれたケベック州のみは例外であり、フランス系のケベック人が多数を占める地域となっている。
ケベック人にとってはカルティエは植民地の開祖の一人であり、モントリオールの旧港にあるジャック・カルティエ広場をはじめ、ケベックを流れるジャック・カルティエ川やモントリオールにかかるジャック・カルティエ橋など、いくつかの建造物に彼の名がつけられている。